# Silvana Grasso
Silvana Grasso (Macchia di Giarre, 3 giugno 1952) è una scrittrice italiana.

## Biografia
Nata a Macchia di Giarre, dove risiede, è filologa, scrittrice e critica per Tuttolibri, La Sicilia e la Repubblica (edizione di Palermo).
I suoi libri sono stati tradotti in inglese, greco, tedesco, olandese; mentre le sue pièce teatrali sono state rappresentate in diverse città italiane, in Francia e Spagna.
È stata assessora ai Beni Culturali del Comune di Catania (2007-2008), dove ha realizzato il progetto «Una cultura da Castello», atto a rivalutare il Castello Ursino.

## Opere

### Racconti in volume
- Nebbie di ddraunàra, Milano, La Tartaruga, 1993.
- 7 uomini 7. Peripezie di una vedova, Palermo, Flaccovio, 2006; a cura di Marco Bardini, Pisa, Edizioni ETS, 2018.
- Pazza è la luna, Torino, Einaudi, 2007.
- Il cuore a destra, Valverde, Le Farfalle, 2014.
- La ddraunàra. I racconti [raccoglie Nebbie di ddraunàra e Pazza è la luna], a cura di Gandolfo Cascio, Venezia, Marsilio/UE Feltrinelli, 2020.
- Distìno, a cura di Marina Castiglione, Pisa, Edizioni ETS, 2021.

### Romanzi
- Il Bastardo di Mautàna, Milano, Anabasi, 1994 (finalista al Premio Bergamo[1]); Milano, Club degli Editori, 1995; Torino, Einaudi, 1997; con una postfazione di Marina Castiglione, Venezia, Marsilio, 2011.
  - Traduzioni: H παρακμή των βερντεράμε, Athína, Ekdotikos Oikos A. A. Livani, 1996; The Bastard of Mautana, London, Faber & Faber, 1996; De bastaard van Mautana, Amsterdam, De Bezige Bij, 1996; Der Bastard von Mautana, Berlin, Berlin Verlag, 1998.
- Ninna nanna del lupo, Torino, Einaudi, 1995; Venezia, Marsilio, 2012.
- L’albero di Giuda, Torino, Einaudi, 1997; Venezia, Marsilio, 2011.
- La pupa di zucchero, Milano, Rizzoli, 2001; con una postfazione di Gandolfo Cascio, Venezia, Marsilio/UE Feltrinelli, 2019.
- Disìo, Milano, Rizzoli, 2005; con una postfazione di Marco Bardini, Venezia, Marsilio/UE Feltrinelli, 2019.
- L’incantesimo della buffa, Venezia, Marsilio, 2011.
- Solo se c’è la Luna, Venezia, Marsilio, 2017.
- La domenica vestivi di rosso, Venezia, Marsilio, 2018.

### Poesia
- Enrichetta sul Corso, con disegni di Aldo Turiano e Fabio Nicola Grosso, acqueforti di Fabio Nicola Grosso, Catania, OBI (Orizzonti Bibliofilia Italiana), 2001.
- Enrichetta, edizione bilingue italiano-olandese, a cura di Gandolfo Cascio, traduzione di Raniero Speelman, introduzione di Marina Castiglione, Amsterdam, Istituto Italiano di Cultura, 2017.
- Me pudet. Poesie 1994-2017, a cura di Gandolfo Cascio, Pisa, Edizioni ETS, 2019.

### Teatro
- La notte di San Giovanni, radiodramma, Radio RAI.
- L’ombra del gelsomino, radiodramma, Radio RAI.
- Manca solo la domenica, pièce tratta da Pazza è la luna, di e con Licia Maglietta, produzione Teatri Uniti.
- Il difficile mestiere di vedova, regia di Licia Maglietta, produzione Teatri Uniti.
- Atthis. Dell’Eterna Ferita, a cura di Gandolfo Cascio, Giarre, Archivio Silvana Grasso, 2017.

### Traduzioni
- Archestrato di Gela, I piaceri della mensa, Palermo, Flaccovio, 1987.
- Matrone di Pitane, Un banchetto attico,  Palermo, Flaccovio, 1988.
- Galeno, La dieta dimagrante, Palermo, Flaccovio, 1989.
- Eroda,  Mimiambi. Commediole del III sec. a. C., Palermo, Flaccovio, 1989.

## Riconoscimenti
- 1993: Premio Grinzane Cavour «Giovane Autore Esordiente»
- 1993: Premio Mondello[2]
- 1996: Premio Nazionale Letterario Pisa[3]
- 1997:  Premio internazionale Sileno d'oro
- 2002: Premio Flaiano di letteratura, con La pupa di zucchero[4]
- 2002: Premio Grazia Deledda
- 2002: Premio Brancati per La pupa di zucchero[5]
- 2003: Premio letterario internazionale Nino Martoglio
- 2006: Premio Grinzane Cavour
- 2016: Premio Aci e Galatea, Acireale